# ダンジョンズ&ドラゴンズに関する論争
ダンジョンズ&ドラゴンズに関する論争（ダンジョンズアンドドラゴンズにかんするろんそう）では、発売以来マスメディアから大きな注目を受け、大衆文化でも大きく取り上げられてきたテーブルトーク・ロールプレイングゲーム（TRPG）作品、『ダンジョンズ&ドラゴンズ』（D&D）に関する論争について述べる。同作は長年にわたってメディアから否定的な扱いを受けており、特に発売当初の1980年代初期には顕著だった。D&Dという言葉はTRPGというジャンルそのものの意味で誤用されることがあるため、D&Dに関する論争の一部は、実際にはTRPG一般もしくは文芸ジャンルとしてのファンタジーを対象としたものである。
D&Dというゲームの内容や、プレイヤーにどのような影響を与えるかに関する論争も多いが、同作を初めに刊行したTSR社の業務上の問題をめぐる論争もある。なお、同作の版権を現在所有しているのはウィザーズ・オブ・ザ・コースト社である。

## 宗教的な批判
『ダンジョンズ&ドラゴンズ』（D&D）が世に出て以来、同作は事あるごとに悪魔崇拝や魔術、ポルノグラフィ、殺人などの誘因になりうるという否定的な報道を受けてきた。特に1980年代には、いくつかの宗教団体によって同作が妖術と悪魔崇拝を奨励するという非難がなされた。このような批判の多くはTRPGの歴史を通じて特にD&Dを標的としてきたが、ファンタジーロールプレイングゲームというジャンル全体にも批判は及んでいる。
D&Dを悪魔崇拝と関係づける発想は、巨大な組織化された悪魔崇拝カルトの集団や結社が実在するという前提に立っている点で、悪魔的儀式虐待の概念と共通点がある。そのような見方を広めた1人に、福音派キリスト教原理主義者の漫画家、ジャック・チックがいる。チックは自ら刊行する小冊子『チック・トラクト』（Chick tract）において、カルト団体がD&Dを勧誘手段としているという内容の作品「ダーク・ダンジョン」を発表した。

### パトリシア・プリング
バージニア州リッチモンド出身の反オカルト論者パトリシア・プリングは、ボザード・アバウト・ダンジョンズ・アンド・ドラゴンズ（BADD、「D&Dを憂慮する連盟」）という団体を創立した。BADDはプリングが独力で運営する運動団体で、D&Dや同種のゲームを撲滅することを目標に掲げていた。プリングの息子アーヴィングは1982年にD&Dをプレイした数時間後に自殺を遂げた。これをきっかけとしてBADDを設立したプリングは、1997年に自身が病死するまで運動を続けた。一説によると、プリングは息子のキャラクターがゲーム内で呪いをかけられたことが自殺の原因になったと信じていた。プリングは息子が高校でD&Dをプレイしていたことの責任を問うため、その校長に対して不法死亡訴訟を起こした。また、後に当時D&Dを刊行していたTSR社をも訴えた。
TSRを相手取った訴訟は1984年に棄却され、プリングの主張のほとんどは報道によって論破された。中でもマイケル・A・スタックポールは、TRPGプレイヤーは一般人よりも自殺率が低いことを示した。訴訟に敗れたプリングはBADDを設立し、D&Dが悪魔崇拝やレイプ、自殺、そのほか数えきれないほどの不道徳かつ違法な行為を奨励しているという信条を広めるために出版を始めた。BADDは1997年にプリングがガンで死亡したことで事実上消滅した。

### シュノーバレン論説
ウィリアム・シュノーバレンという人物は、かつて悪魔崇拝の司祭であったばかりかウィッカの司祭でもあったと自称していた。本人の言によれば、彼はこれらの信仰を捨てて以来、新たな入信者が生まれないよう警鐘を鳴らすことに一身を捧げた。1989年にシュノーバレンはチック・パブリケーションズから Straight Talk on Dungeons and Dragons（「ダンジョンズ&ドラゴンズについての率直な会話」）と題する論説 を発表した。それから数年にわたって、この問題について大量の投書と電子メールを受け取ったシュノーバレンは、2001年に続編Should a Christian Play Dungeons & Dragons?（「キリスト教徒はダンジョンズ&ドラゴンズをプレイすべきか？」） を刊行した。これらの論説では、ニューエイジ・ムーブメントの流れで発生した悪魔崇拝団体が、キリスト教の教えや一般的道徳に反する観念や行動を植え付けるためにD&Dを用いているとされた。以下はシュノーバレンによる記述である。
1970年代の終わりには、教団の高位の妖術師であった私と妻のところへD&Dの作家2人が訪ねてきたことさえあった。ゲーム内の妖術の儀式が本物通りであるか確かめたいというのだった。実際、それはおおむね正しいものだった。
シュノーバレンは1本目の論説でD&Dを次のように評した。
神秘主義と魔術のための「人的供給プログラム」といえる。（中略）ダンジョンズ&ドラゴンズは『テサロニケの信徒への手紙一』5:22の戒律、「あらゆる種類の悪から遠ざかりなさい。」 に反している。
D&Dのゲーム内で行われる儀式は、現実世界でも悪意に満ちた悪魔を呼び出すなどの魔術的な効力を持つとされた。さらに、ルール本『ダンジョンマスターズ・ガイド』がアドルフ・ヒトラーのカリスマ性を賞賛していると非難された。
2本目の論説は、D&Dのファンタジー的な世界観をキリスト教的な世界観と対立するものとして扱うことに重点が置かれた。
このゲームをプレイするのに必要なほど、魔法という考え方にさらされてしまうと、プレイヤーの精神は大きな衝撃を受けることが避けられない。

### ヒックマン論説
トレイシー・ヒックマンはファンタジー小説のベストセラーを持つ作家で、『アドバンスト・ダンジョンズ&ドラゴンズ』（AD&D）のモジュール『レイヴンロフト』（Ravenloft） を書いたこともある。モルモン教徒でもあるヒックマンは、神の存在やキリストの復活を信じる有神論者としての立場から、D&Dの倫理を題材とした論説を数編書いている。1988年の小論 Ethics in Fantasy: Morality and D&D / Part 1: That Evil Game! において、ヒックマンはD&Dに関する倫理的な問題の数々を提起し、TRPGプレイヤーと外の社会がそれぞれの考え方を理解する上で障害となることを論じた。

### TSRの対応
このような批判を受けたTSR社は、1989年のAD&D第2版ではデーモンやデヴィルなど軋轢を生みそうな超自然的モンスターの名前を用いるのを止めた。種族名としてのデーモンとデヴィルはそれぞれ「タナーリ」と「バーテズゥ」に置き換えられた。このとき除去された用語の多くは、1990年代の後半になってから『ガイド・トゥ・ヘル』（Guide to Hell）のようなサプリメントを通じて再びAD&D第2版に取り入れられた。2000年に出版されたD&D第3版では、悪魔の体系や悪魔崇拝がそれまでの版よりも公然と取り扱われた。ただし、これらのクリーチャーと関係を持つことは悪だと明記されていた。特に「過激」なルール本、具体的には『不浄なる暗黒の書』および『高貴なる行ないの書』は成人向けの表示がなされた。

## 心理的な影響
1980年代の初めから、D&Dはプレイヤーに心理的な問題が発生するという噂に付きまとわれてきた。空想と現実の区別がつかなくなり、統合失調症や自殺につながることさえあるという主張はその一つである。

### 『メイジズ・アンド・モンスターズ』
TRPGという趣味が普及し始めた矢先に、16歳の少年ジェームズ・ダラス・エグバート3世（英語版）が失踪したという1979年の事件がTRPGとの関連を疑われた。エグバートはミシガン州立大学のキャンパスの地下にある蒸気パイプの通ったトンネル（共同溝）で自殺を図ったが未遂に終わり、友人宅に一月ほど隠れていた。
マスコミを巻き込んだエグバート捜索が開始され、両親は私立探偵ウィリアム・ディアに息子を探し出すよう依頼した。ディアはこの時D&Dに関して何も知らなかったが、エグバートは蒸気トンネルの中でライブRPGをプレイしていて迷ったのではないか、という推測をマスコミに語った。この説は事実として大きく報道され、同様の「蒸気トンネル事件」についての噂が長期にわたって流布する原因となった。エグバートは後に拳銃自殺を遂げたが、度重なる自殺の試みはD&Dとは何ら関係がなく、うつ病と極度のストレスによるものであった。
小説家ローナ・ジャフィは1981年に『メイジズ・アンド・モンスターズ』（Mazes and Monsters）を刊行した。エグバート事件の誇張された報道をわずかに改変して小説にしたものだった。TRPGがほとんど理解されていなかった時期でもあり、プレイ中に精神症状を発現して現実との接点を失うおそれがあるという筋立ては、一部にはすんなりと受け入れられた。同書は1982年にトム・ハンクス主演でテレビ映画化された（邦題『トム・ハンクスの大迷宮』）。同作の小説版と映画版が宣伝されたことで、TRPGに関する一般社会の不安は高まった。1983年には、カナダの映画『スカルダガリー』（Skullduggery）が、若者を殺人鬼へと変えるために悪魔が用いる道具としてD&Dに似たTRPGを登場させた。
ディアは1984年の著書『ザ・ダンジョン・マスター』（The Dungeon Master）で事件の真相を明らかにし、エグバートの失踪とD&Dとの間の関連性を否定した。エグバートの問題には、TRPGへの関心よりも支配的な母親の方が強い影響を与えたとされた。
大学生活を皮肉に描いたニール・スティーヴンスンによる1984年の小説『ザ・ビッグU』（The Big U）では、ライブRPGのプレイヤーが蒸気トンネルで死亡する事故が起き、そのために別のプレイヤーが精神的に不安定になってゲームと現実を区別できなくなるという、現実を模した一連の事件が扱われた。

### 『ホブゴブリン』
ホラー・サスペンス作家ジョン・コインによる1981年の小説『ホブゴブリン』（Hobgoblin）は、エグバート事件ならびにD&DなどのファンタジーRPG全般に対する社会不安を受けて書かれた作品である。主人公の少年スコット・ガーディナーは、父親の急死と、母親がバリーキャッスルという孤立した地所に管理人として移り住んだことで心に傷を受ける。地元の高校で同級生に仲間外れにされたスコットは、古代のケルト神話を題材としたTRPG『ホブゴブリン』に逃げ道を求める。

### 『60 Minutes』
1985年にはドキュメンタリー番組『60 Minutes』でD&Dの特集が組まれた。インタビュー対象には、ゲイリー・ガイギャックスとそのPR責任者のほか、パトリシア・プリングをはじめとする、D&Dの影響で殺人や自殺を図ったとされる子供の親が選ばれた。

### リース・ヴォン・スタイン事件
1988年にノースカロライナ州ワシントン市で起こったノースカロライナ州立大学の学生による殺人事件は、D&Dの否定的なイメージをさらに広めた。クリス・プリチャードという青年が、200万ドルの遺産を目当てに義父リース・ヴォン・スタインの殺害を画策した疑いがあるという事件であった。ヴォン・スタインは寝室にいるところを覆面の人物に襲撃され、鈍器と鋭利な刃物によって致命傷を受けていた。その場にいた妻ボニーも負傷した。
クリス・プリチャードは長年にわたって義父と互いに敵意を抱き合っていた。州の調査官は1年間のうちに、プリチャードが大学で不健全な交際を営んでいたことを暴き出した。さらにプリチャードにはアルコールと薬物の摂取歴があった。しかしながら、ヴォン・スタイン邸を描いたゲームマップが物的証拠として提出されたことから、大学当局はプリチャードが参加していたTRPGのグループを槍玉に挙げた。プリチャードの友人であったジェラルド・ニール・ヘンダーソンとジェームズ・アップチャーチは、プリチャードが義父を殺害する計画に加わっていた。三人は1990年にともに州刑務所に収監された。ヘンダーソンとプリチャードは後に仮釈放されたが、アップチャーチは1992年に死刑から終身刑に減刑されつつもいまだ服役中である。
犯罪ドキュメンタリー作家、ジョー・マクギニスとジェリー・ブレッドソーはTRPGが果たした役割を強調した。アップチャーチがダンジョンマスターとしてグループ内で影響力と権力を行使していた点に特に注意が払われた。ブレッドソーの著書『ブラッドゲームズ』（Blood Games）は1992年に『オナー・ザイ・マザー』（Honor Thy Mother）としてテレビ映画化された。同年、マクギニスの著書『クルーエル・ダウト』がイヴ・シモノー監督により同題で前後編のテレビドラマ（Cruel Doubt）となった。『クルーエル・ダウト』の撮影には実際のTRPG製品（AD&Dプレイヤーズハンドブック）が用いられたが、殺人の要因になったという印象を強めるようにイラストレーションなどが改変されていた。

### イスラエル軍
2005年、イスラエルの新聞イェディオト・アハロノトの英語版ウェブサイト上で、イスラエル国防軍は兵士がD&Dをプレイすることを推奨しておらず、入隊時にプレイ経験がある新兵はセキュリティ権限が低く抑えられるという報道がなされた。これは英語圏のTRPGファンの間で広く浸透したが、一方では、取材を受けた士官の個人的見解に過ぎないという批判もある。軍役についた経験があり、学童のクラブ活動でTRPGの指導を行っている人物Uri Kurlianchikによれば、イスラエルでD&Dは軍の内外を問わず一般的な趣味とみなされている。

### 臨床研究
アメリカ自殺学会およびアメリカ疾病予防管理センター、カナダ保健福祉省の調査ではいずれもファンタジーゲームと自殺との間に因果関係はないという結論が得られた。1990年にマイケル・A・スタックポールは総説『ザ・プリング・レポート』を書き、パトリシア・プリングとBADDのデータ収集・分析・発表のやり方を厳しく批判した。
BADDの活動とは無関係に、研究者はD&Dの感情的な影響を1980年代から調査してきた。それによると、TRPGプレイヤー一般に抑うつや自殺傾向がみられることはなかった。TRPGプレイヤーの主流グループは疎外感を持っていない。もっとも、深く、ともすれば熱狂的にゲームにのめり込んでいるプレイヤーは、疎外感を抱いている傾向がある。ある研究によると、「TRPGプレイ歴と情意安定性との間に有意な相関はない」という。2015年に発表されたある研究では、精神科医がD&DのようなTRPGとメンタルヘルス上の問題とを関連付けて考えることはないとされている。

### ギャング
2004年、ウィスコンシン州のウォーパン刑務所は、D&Dがギャング活動を助長するという理由で受刑者にプレイを禁止した。4名の囚人がD&Dを通じて「ギャング」を結成しつつあるという匿名の投書を受けた措置であった。その発効後、刑務所にあったD&Dに関する出版物はすべて没収された。第一級殺人の罪で終身刑に服していたケヴィン・T・シンガーは、D&Dの熱心なプレイヤーであり、米国憲法修正第1項で定められた言論の自由に反すると主張して禁止令を覆そうとした。しかしながら、2010年1月25日に第7巡回区控訴裁判所はこの措置を「妥当な方針」として支持した。

## TSRにおける事業紛争
D&Dの事業が成功を収めたことで、共同制作者デイヴ・アーネソンとゲイリー・ガイギャックスとの間で、ロイヤリティの支払いの分配をめぐる一連の訴訟が1979年から始まった。特に争点となったのはAD&Dのロイヤリティである。TSRは同作についてアーネソンの知的財産権を認めていなかった。これらの訴訟は1981年までに示談により解決した。
1980年代の初め、ガイギャックスはTSRの経営権をめぐる政治闘争と、悪化する一方の財政状態に関する争議の渦中に巻き込まれた。不破はついに法廷闘争へと至り、ガイギャックスは1985年に所有持ち分を売却する決断を下した。

## ライセンスと商標権の侵害
初期のTSRの出版物では、J・R・R・トールキンが創作した神話的世界中つ国から数種の種族が借用されていた。これは後に知的財産権への配慮から削除もしくは名称変更された。例えば、D&Dのキャラクター種族の1つホビットはその別名であるハーフリングに置き換えられた。ハーフリングという名もトールキンが考え出したものだが、TSRは侵害に当たらないと判断していた。このほかにもD&D第1版では、トールキン・エンタープライズ（当時）による著作権侵害の警告を受けて、エントをトレントに、バルログをタイプ6デーモン・バロールに変更することを余儀なくされた。
TSRは1980年のルール本『ディーティーズ&デミゴッズ』（Deities & Demigods）の初版で、知的財産権法に反してクトゥルフ神話やメルニボネ神話からアイディアを借用した。この問題は最終的に、同作の再版から該当部分を削除することで解決した。
2009年12月、ウィザーズ社の親会社ハズブロはアタリ社に対して訴訟を起こし、アタリがD&Dのライセンス契約に反してヨーロッパでの販売事業をナムコバンダイ・パートナーズに売却したと主張した。アタリがナムコバンダイにD&D独占権の一部を不当にサブライセンスしたことが問題とされた。また原告は、ナムコバンダイがアタリからD&Dに関する機密情報を入手したことと、アタリが販売していたD&Dデジタルゲームのパブリッシャーを装ったことを申し立てた。さらに、アタリがD&Dのライセンス事業に関与していた支社を少なくとも4社ナムコバンダイに売却しながらも、ナムコバンダイとの間にD&Dに関する関係を結んでいないように装ったと主張した。アタリ側は自らが得た権利をハズブロが不当に取り戻そうとしていると主張し、ハズブロと協調することなく係争を解決しようと図った。2011年8月15日、ウィザーズ・オブ・ザ・コースト、ハズブロ、アタリの3者は、アタリへの告訴とハズブロへの反訴が示談によって解決したことを発表した。その条件の一部として、デジタル部門のD&Dライセンス権はハズブロに返還された。アタリはハズブロとウィザーズからのライセンスを受けて『ダンジョンズ&ドラゴンズ：ダガーデイル』（Dungeons and Dragons: Daggerdale）やFacebookの『ダンジョンズ&ドラゴンズ：ヒーローズ・オブ・ネヴァーウィンター』（Dungeons & Dragons: Heroes of Neverwinter）などのゲームの開発と販売を続けることになった。

## ファンタジー作品への影響
D&Dではゲームとしての整合性のために種族や魔法などを細かく体系化しているが、D&Dの普及により小説など他媒体のファンタジー作品にも体系化や論理性を求める「ゲームの論理」が持ち込まれたとD&DファンでもあるN・K・ジェミシンが指摘している。
特にファンタジー作品において、D&Dのように魔法が高度に体系化されていることが当然とし、法則の出来映えや整合性のみで作品の優劣を語り、体系化されていない作品を非難する人々は「ファンタジー警察（Fantasy Police）」と揶揄されている。